# Hôtel de la Gabelle de Bernay
 (avril 2024).
La mise en forme du texte ne suit pas les recommandations de Wikipédia : il faut le « wikifier ».
Les points d'amélioration suivants sont les cas les plus fréquents :
- Les titres sont pré-formatés par le logiciel. Ils ne sont ni en capitales, ni en gras.
- Le texte ne doit pas être écrit en capitales (les noms de famille non plus), ni en gras, ni en italique, ni en « petit »…
- Le gras n'est utilisé que pour surligner le titre de l'article dans l'introduction, une seule fois.
- L'italique est rarement utilisé : mots en langue étrangère, titres d'œuvres, noms de bateaux, etc.
- Les citations ne sont pas en italique mais en corps de texte normal. Elles sont entourées par des guillemets français : « et ».
- Les listes à puces sont à éviter, des paragraphes rédigés étant largement préférés. Les tableaux sont à réserver à la présentation de données structurées (résultats, etc.).
- Les appels de note de bas de page (petits chiffres en exposant, introduits par l'outil «  Source ») sont à placer entre la fin de phrase et le point final[comme ça].
- Les liens internes (vers d'autres articles de Wikipédia) sont à choisir avec parcimonie. Créez des liens vers des articles approfondissant le sujet. Les termes génériques sans rapport avec le sujet sont à éviter, ainsi que les répétitions de liens vers un même terme.
- Les liens externes sont à placer uniquement dans une section « Liens externes », à la fin de l'article. Ces liens sont à choisir avec parcimonie suivant les règles définies. Si un lien sert de source à l'article, son insertion dans le texte est à faire par les notes de bas de page.
- La présentation des références doit suivre les conventions bibliographiques. Il est recommandé d'utiliser les modèles {{Ouvrage}}, {{Chapitre}}, {{Article}}, {{Lien web}} et/ou {{Bibliographie}}. Le mode d'édition visuel peut mettre en forme automatiquement les références.
- Insérer une infobox (cadre d'informations à droite) n'est pas obligatoire pour parachever la mise en page.

Pour une aide détaillée, merci de consulter Aide:Wikification.
Si vous pensez que ces points ont été résolus, vous pouvez retirer ce bandeau et améliorer la mise en forme d'un autre article.
L'hôtel de la Gabelle à Bernay, en Normandie, est un hôtel particulier, de style classique, construit entre cour et jardin au milieu du XVIIIe siècle.

## Historique
Le 24 décembre 1745, Jacques-Philippe Bréant achète plusieurs maisons et jardins près la porte d’Orbec entre la rue du Grand Bourg (actuelle rue du général de Gaulle) et les remparts de la ville. Les maisons sont en très mauvais état et menacent ruine. 
Il les fait donc démolir pour y construire son hôtel particulier. Deux bâtiments situés de part et d’autre du portail d’entrée servent de greniers à sel et d’écuries.

## Jacques-Philippe Bréant
Né le 17 novembre 1710, Jacques-Philippe Bréant est le fils de Jacques, conseiller du roi, receveur des gabelles de Bernay. Son grand-père paternel est grenetier du grenier à sel de Louviers. 
 
Après des études au collège des Jésuites de Rouen où il fréquente Nicolas-Michel Linant, Jean-Nicolas Formont et Pierre Robert de Cideville, il part faire son droit en 1735 à Paris. Ayant achevé ses études, il devient receveur au grenier à sel de Bernay au lieu et place de son père. 
 
Le 11 janvier 1740, il épouse Marie-Anne-Françoise de Mauduit de Carentonne, fille du seigneur Carentonne (et tante par alliance de l’amiral Liberge de Granchain qui fit reconstruire le château). 
 
C’est aussi un poète. Voltaire, qui l’avait reçu en avril 1735, écrivit à son ami Cideville : « J’ai vu votre petit Bréhant. Il est charmant, il est digne de votre amitié et de petits vers qu’il m’a montrés, sont dignes de vous. » 

## L’énigme de l’architecte

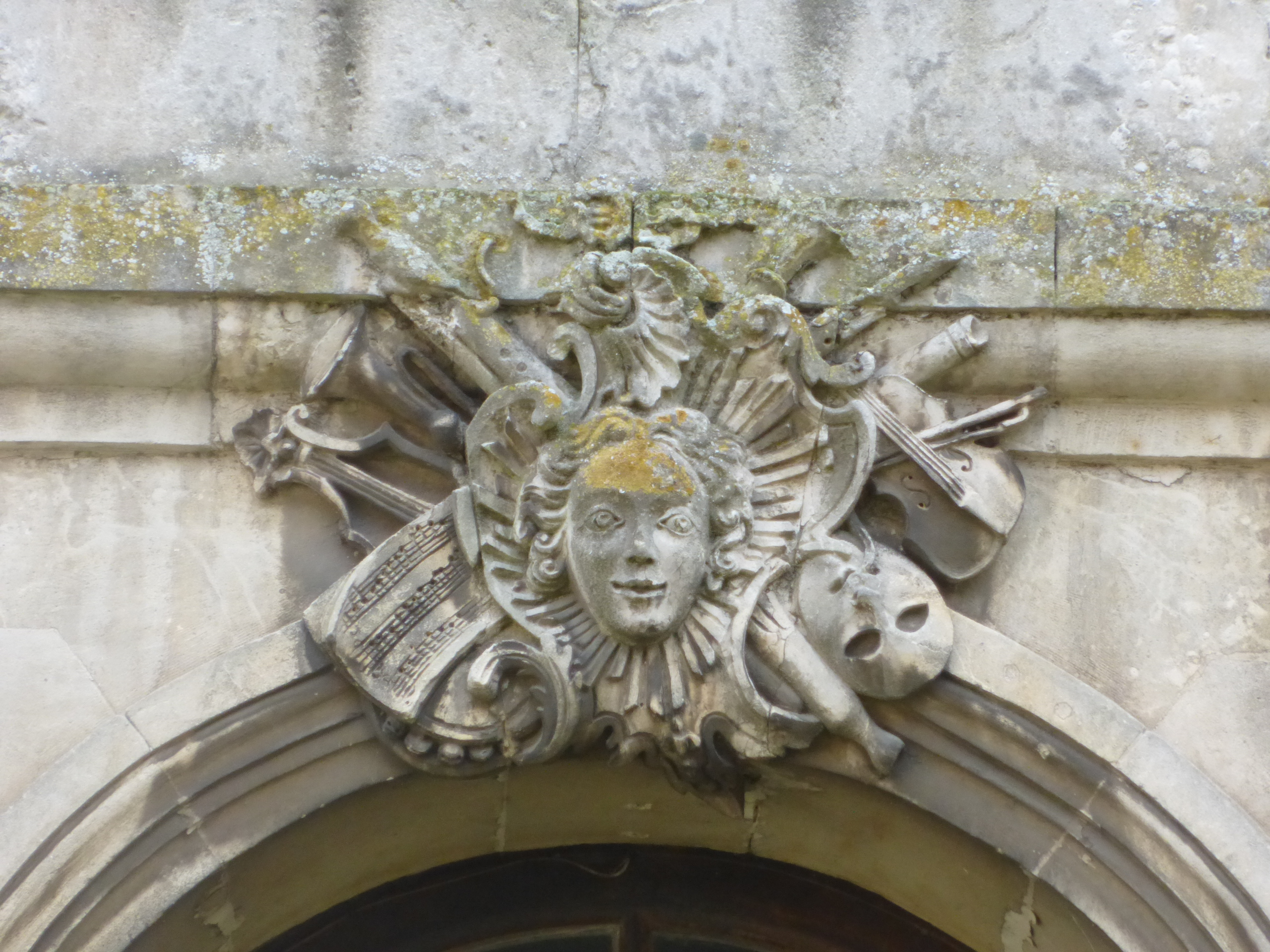
Mascaron de la l'hôtel de la gabelle

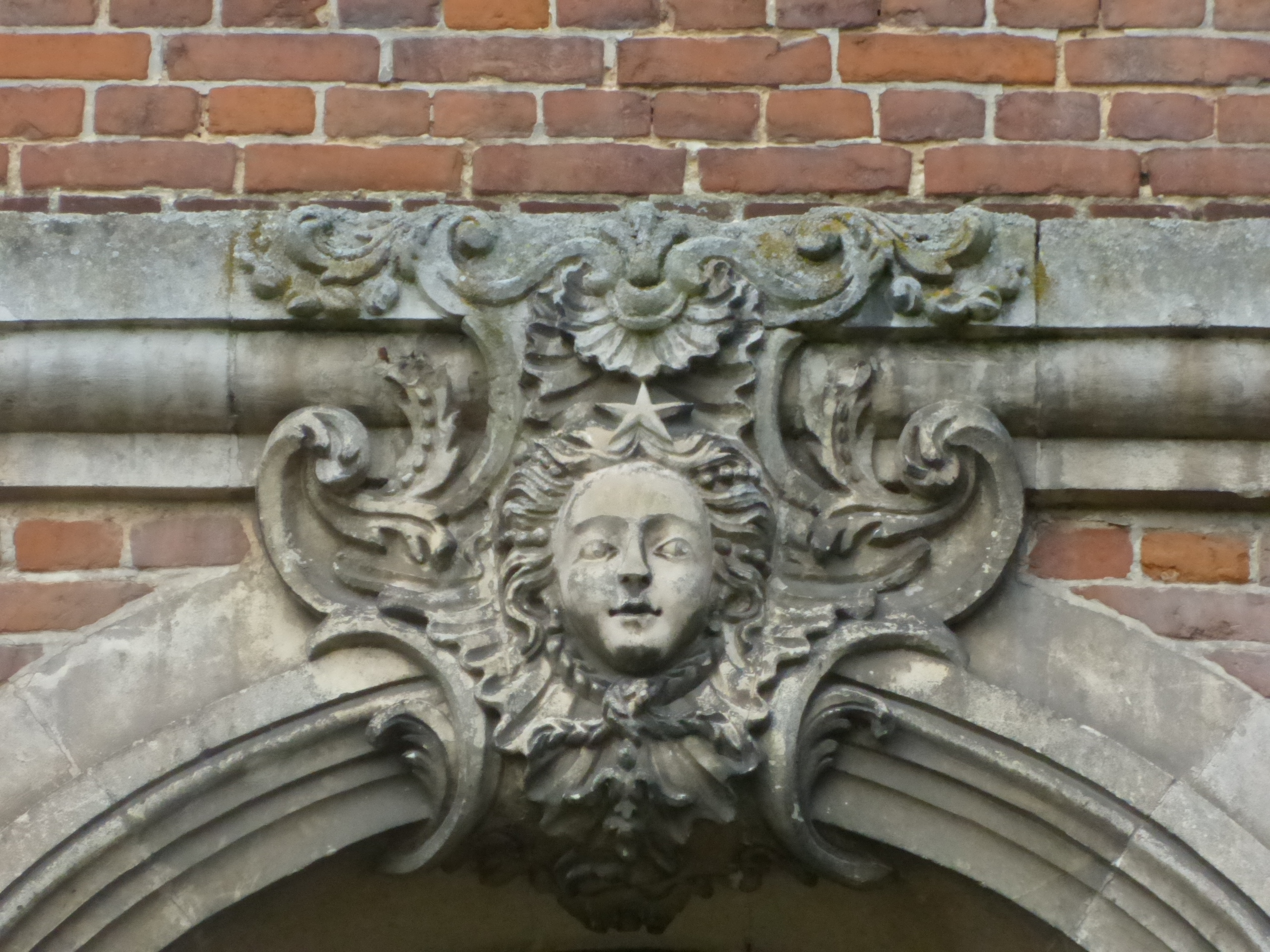
Mascaron de la l'hôtel de la gabelle

La construction a longtemps été attribuée à Ange-Jacques Gabriel, premier architecte du roi. Il a travaillé avec son père Jacques V Gabriel (mort en 1742), architecte ordinaire du roi et contrôleur des Ponts et Chaussées, lequel a construit plusieurs hôtels particuliers, à Paris comme en province. 
 
Les liens des Gabriel avec Bernay sont bien réels. Issu d’une famille d’Argentan, Jacques V, anobli en 1704, avait acheté la charge d’engagiste de la Couronne. 
 
Le 22 juin 1718, les droits, coutumes, et les prairies dépendant du domaine du roi lui sont vendus pour la somme de 44 100 livres. Le 14 juin 1725, ce sont « la seigneurie foncière, directe et féodale » appartenant au roi dans la paroisse Notre-Dame de la Couture.
  
Mais on ne dispose d'aucun élément pour dire si Jacques V est venu à Bernay en personne, alors qu'il était sollicité par des chantiers importants dans plusieurs villes dont Bordeaux, Rennes et Orléans.  
À Lorient, le chantier du siège de la Compagnie des Indes, est suivi par L.A. Loriot jusqu’en 1752. Les mascarons à visage féminin présentent des similitudes frappantes avec ceux de la Gabelle.

Les mascarons et les trophées sont l’œuvre d’un très habile artiste. 
 
Les agrafes figurent les quatre parties du monde.

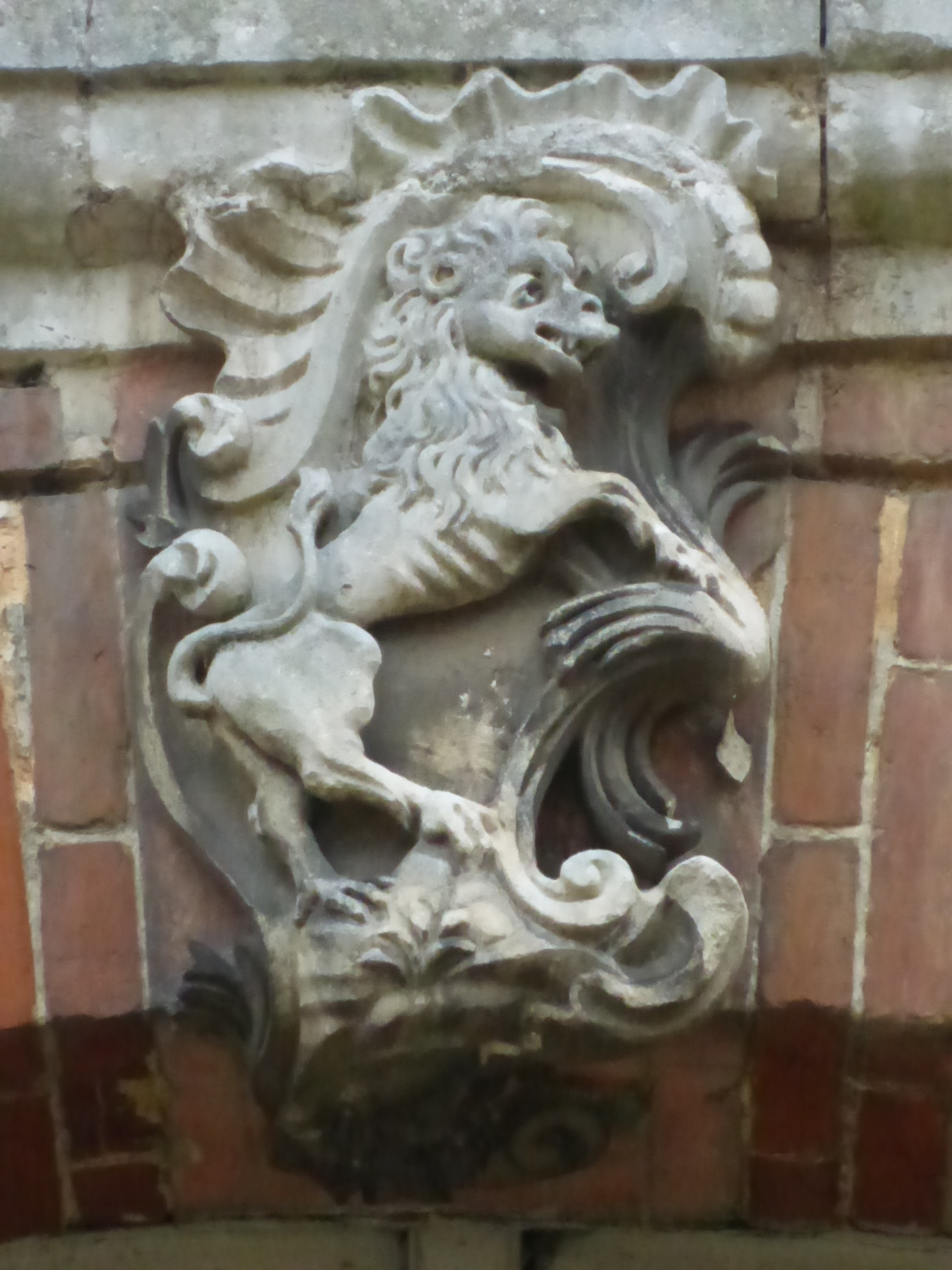
Le lion (L'Afrique)
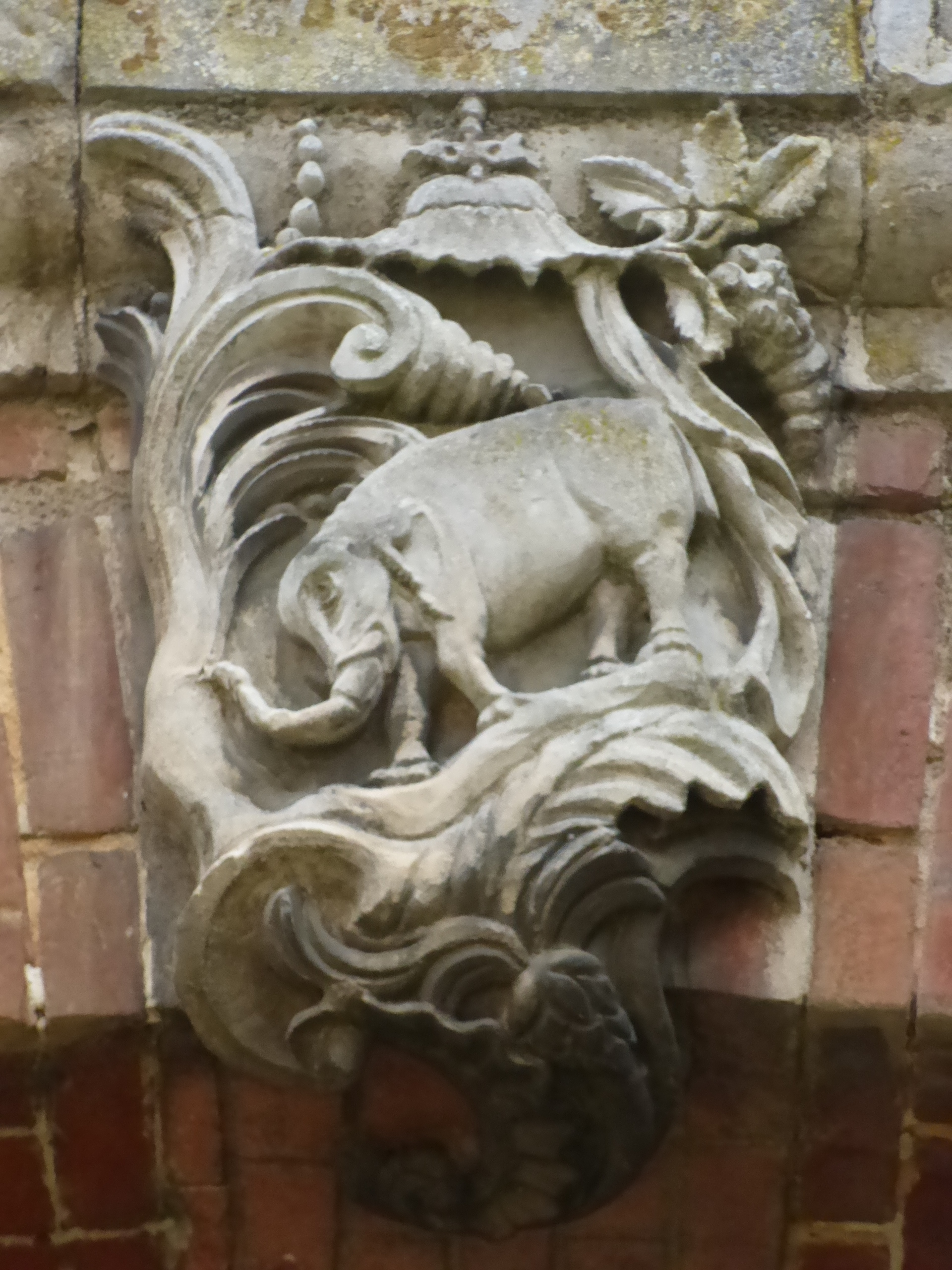
L'éléphant (L'Asie)
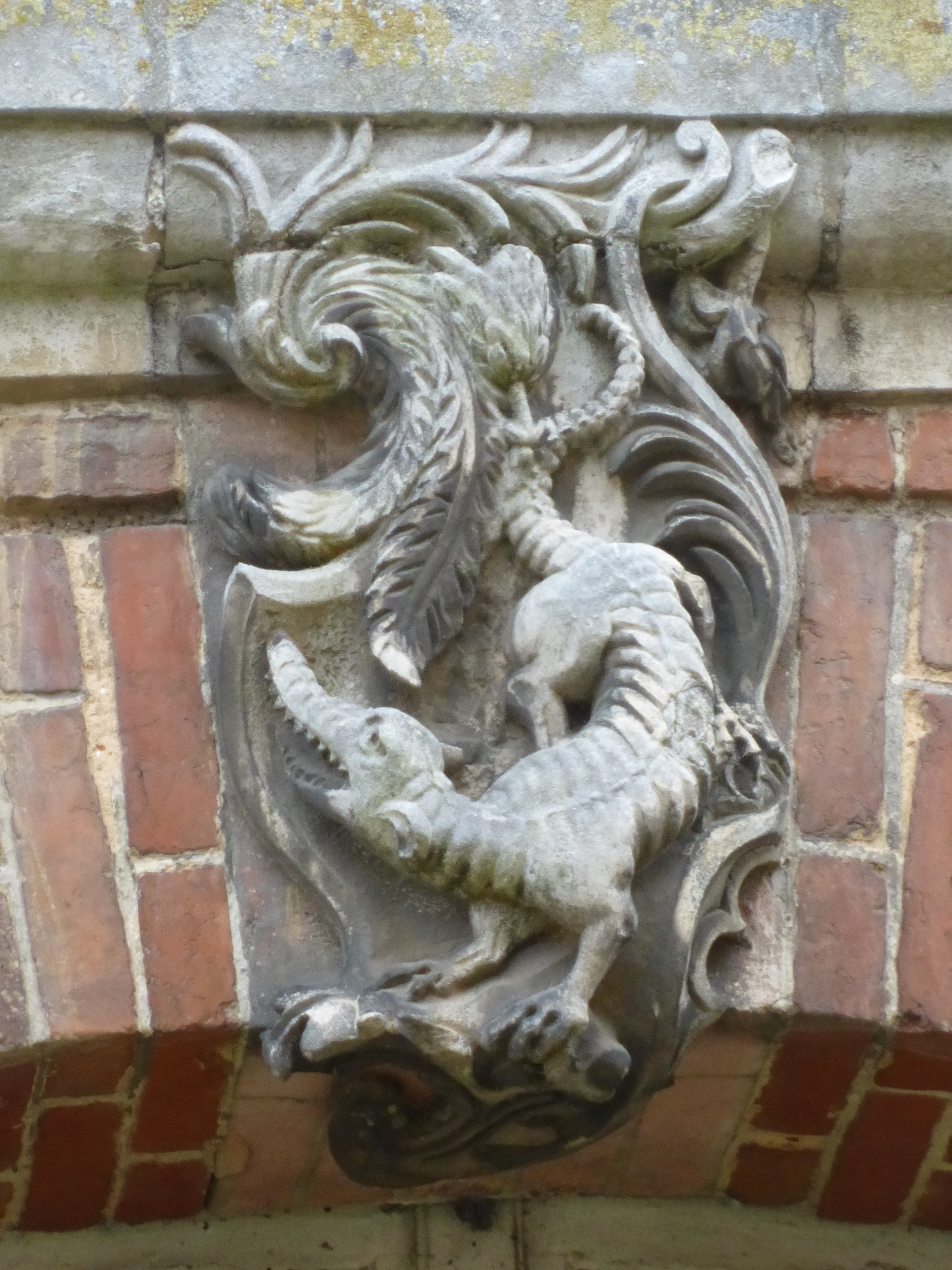
L'alligator (L'Amérique)
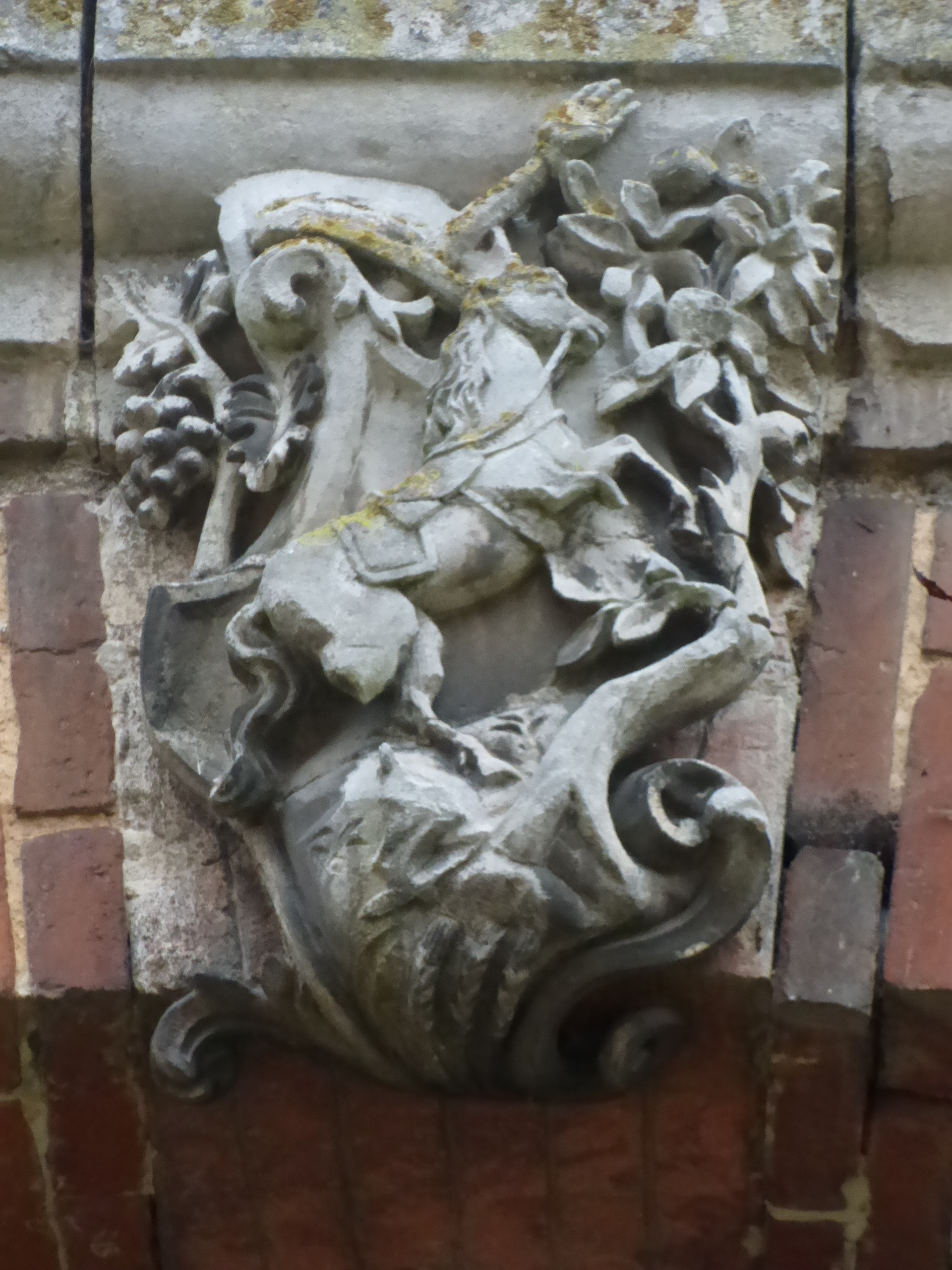
Le cheval (L'Europe)

Bréant a certainement confié les décors peints de sa demeure (toiles des trumeaux et les dessus de porte) à un artiste bernayen, élève du célèbre peintre Hyacinthe Rigaud, Michel Hubert-Descours, plus connu comme portraitiste. 

## Agrandissement de la propriété

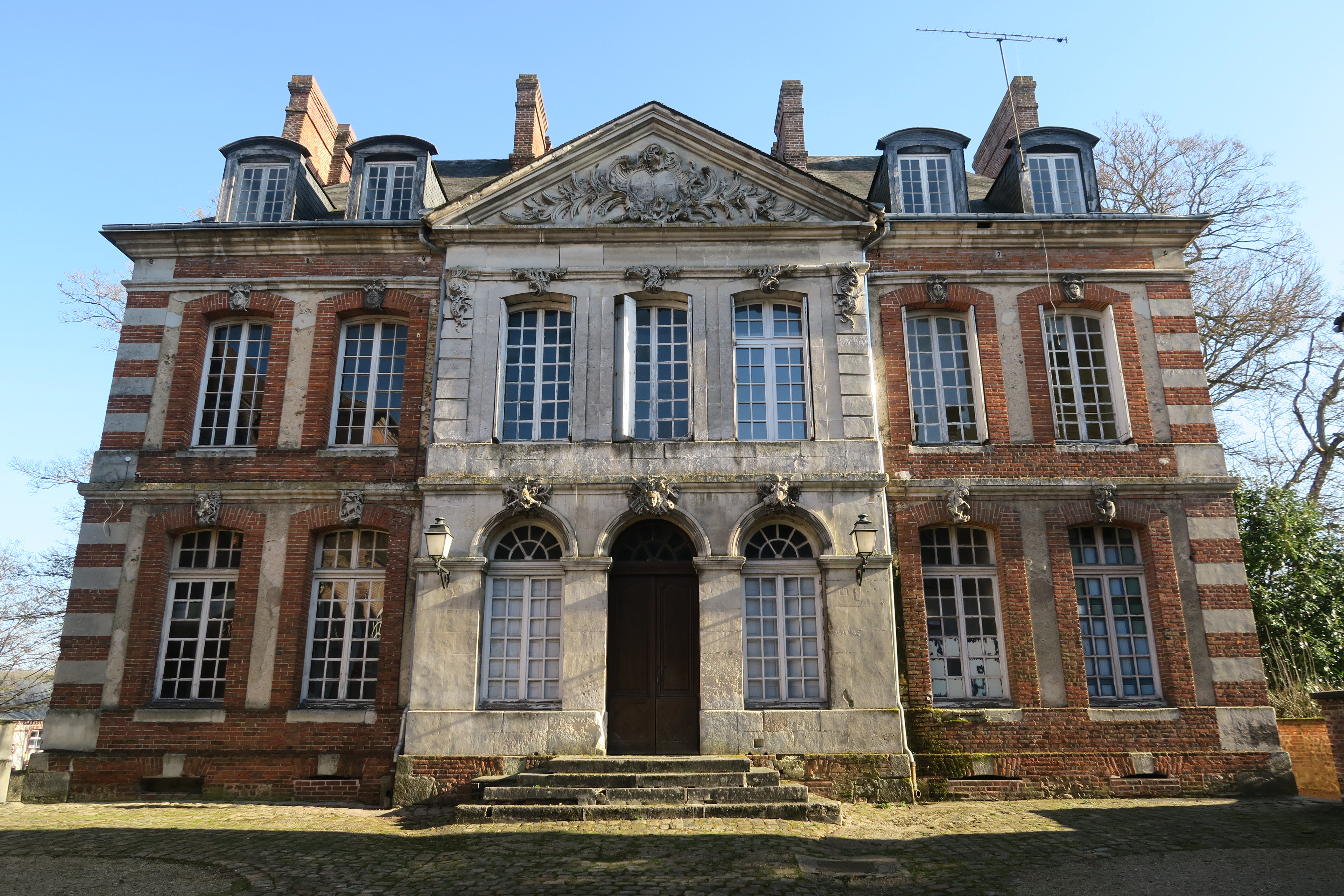
Hôtel de la gabelle, côté rue

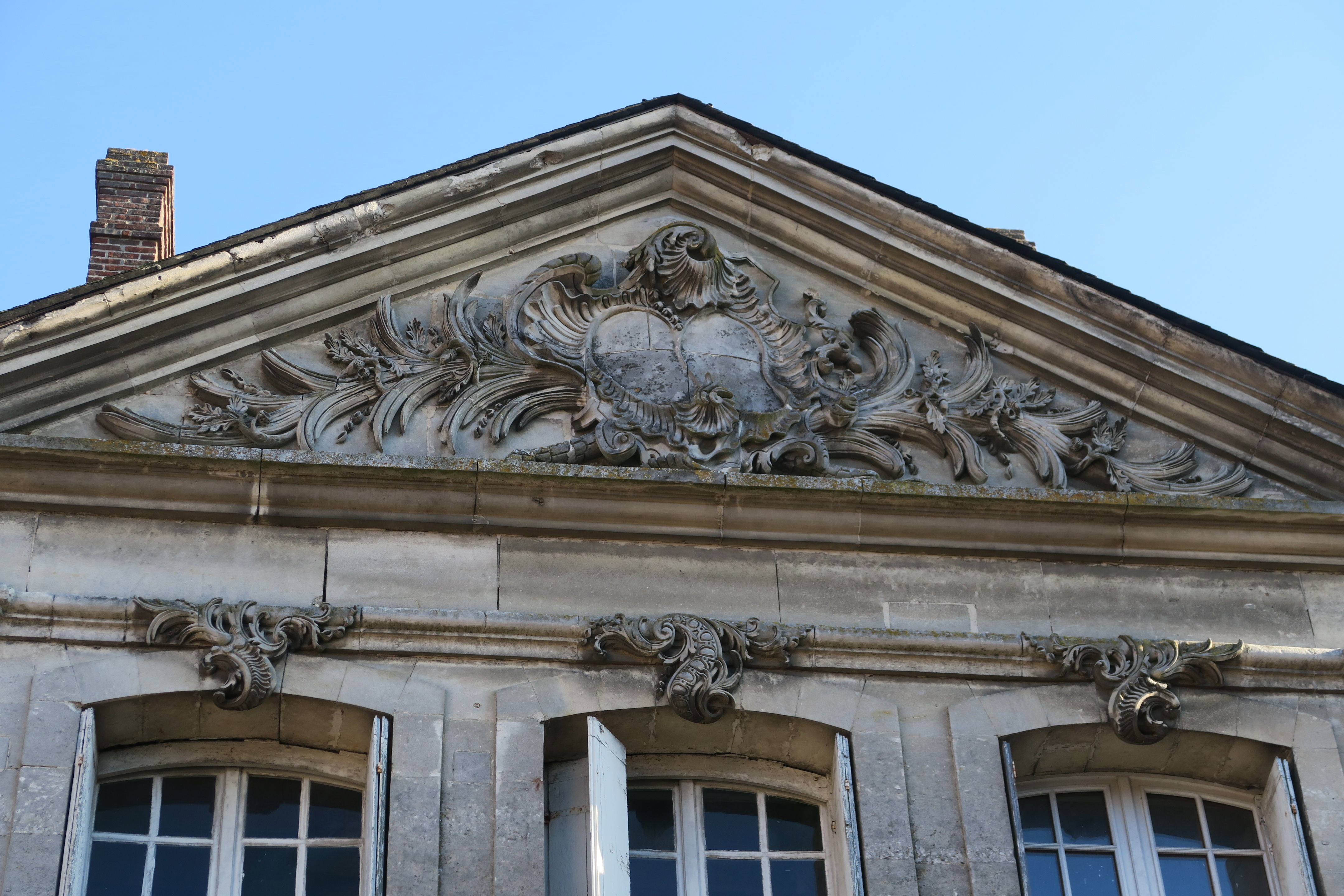
Fronton

L’hôtel était construit au début de 1750 et Bréant voulait agrandir son parc en acquérant 109 toises de terrain sur les fossés et l’emplacement des remparts puisque la communauté des habitants accepte son offre de verser 1 200 livres destinées à l'achat des pompes à incendie et lui cède 623 toises. 
Bréant décède dans son hôtel le 15 février 1772. Son fils Philippe-François-Constant lui succède comme receveur des gabelles à Bernay jusqu’en 1789. Cette année-là, il est présent à l’assemblée générale de la noblesse qui élit les députés chargés de la représenter aux États Généraux du Royaume.
Un décret révolutionnaire supprime l’impôt sur le sel en mars 1790. 
En 1799, Philippe-François-Constant Bréant vend pour 36 000 francs presque tous ses biens situés dans cette rue de la Liberté (ancienne rue du Grand-Bourg, future rue d’Alençon et actuellement rue du général de Gaulle) au magistrat Jean-François-Pierre-Paterne Thulou. 
L’hôtel passe ensuite aux mains d’un industriel du lin, originaire de Drucourt. Gratien Pesnel commence à travailler avec son père à l’âge de 17 ans et quatre ans plus tard, en 1819, il est déjà propriétaire de trente métiers à rubans sous le nom de Pesnel jeune, raison sociale qu’il gardera jusqu’au milieu du XIXe siècle où elle est devient Pesnel jeune et fils. Son frère Robert de dix ans son aîné possédait seulement dix métiers à rubans.
Gratien a-t-il introduit la fabrication des rubans à Bernay avant ou après l’achat de l’hôtel de la Gabelle le 3 juin 1825 ? Lorsque le jeune négociant se marie, il est toujours domicilié à Drucourt chez sa mère. Le couple s’installe dans l’hôtel de Bernay où naît leur fille aînée le 7 octobre 1826. Robert Pesnel et sa femme la Bernayenne Eléonore Malherbe, fille d’un aubergiste de la rue de Lisieux y habitent également. 
 
Les descendants des Pesnel revendent la Gabelle à un éleveur de poussins Camille Masselin.
En 1957 c’est la mairie qui achète le domaine pour le raser.
Une campagne initiée dans le journal local L’Éveil de Bernay par Philippe Leroux et Patrick Méaulle est relayée par Le Figaro du 30 octobre 1963 qui en appelle au ministre André Malraux. 
 
Finalement la municipalité accepte de revoir sa copie et de demander une subvention à l’État pour financer les restaurations indispensables. 
 
La gabelle est suite affectée au Conservatoire de musique jusqu’en 2010. Des projets pour la reconvertir en site touristique n’aboutissent pas. 
 
En l’absence de chauffage et de ventilation, le bâtiment principal est malheureusement victime d’une attaque de mérule, aujourd’hui maîtrisée. 

## Avenir de l’Hôtel de la Gabelle

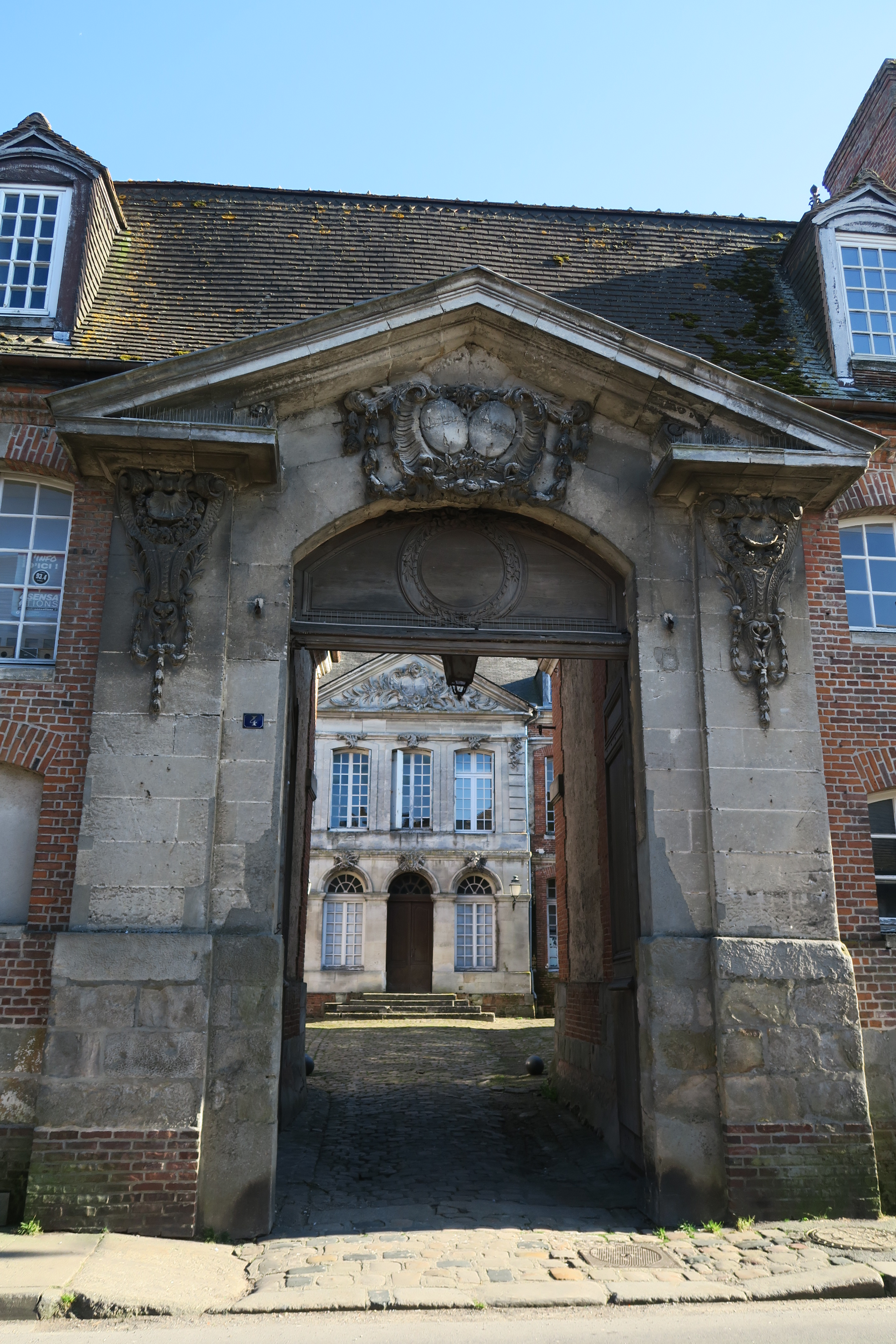
Portail

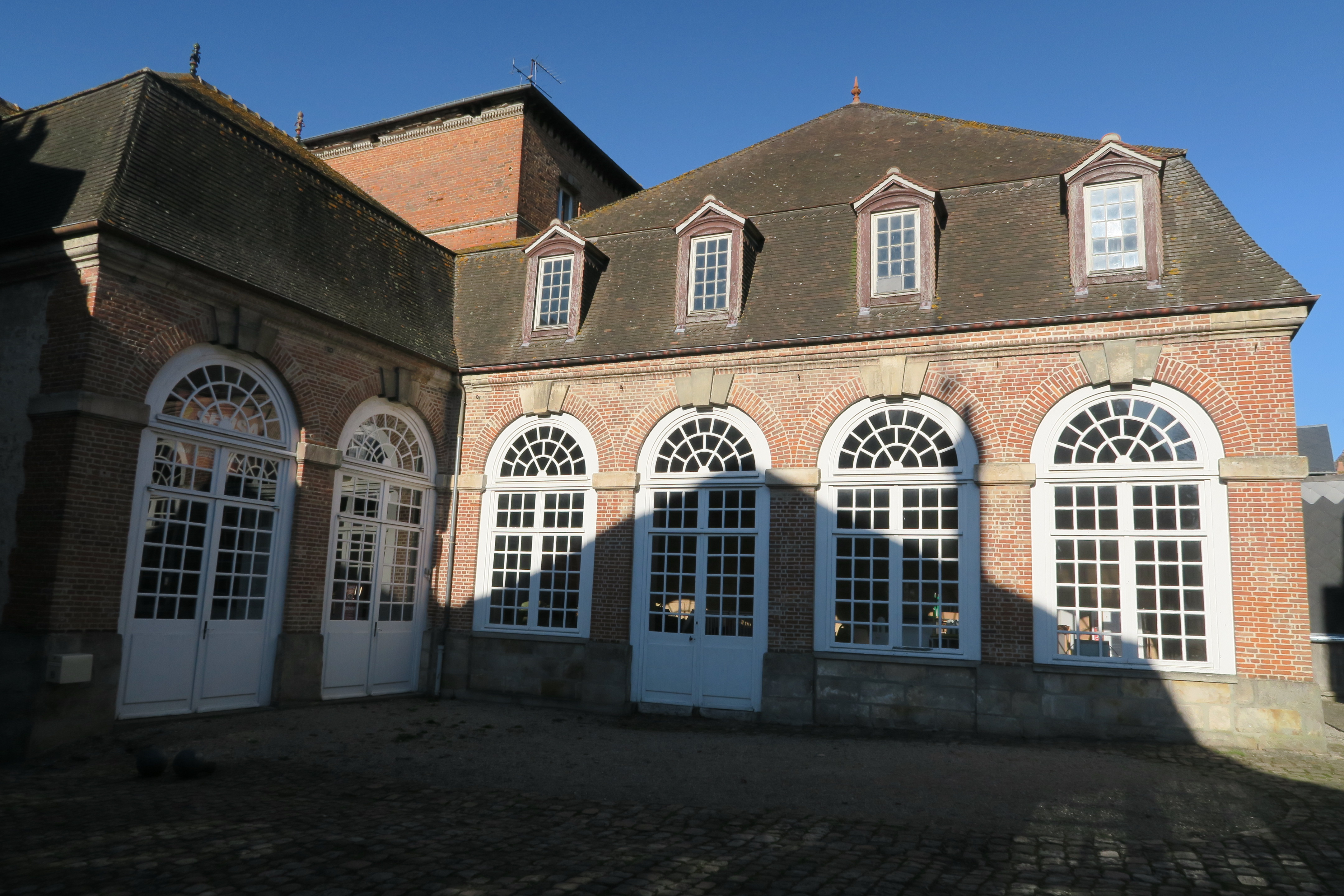
Dépendance

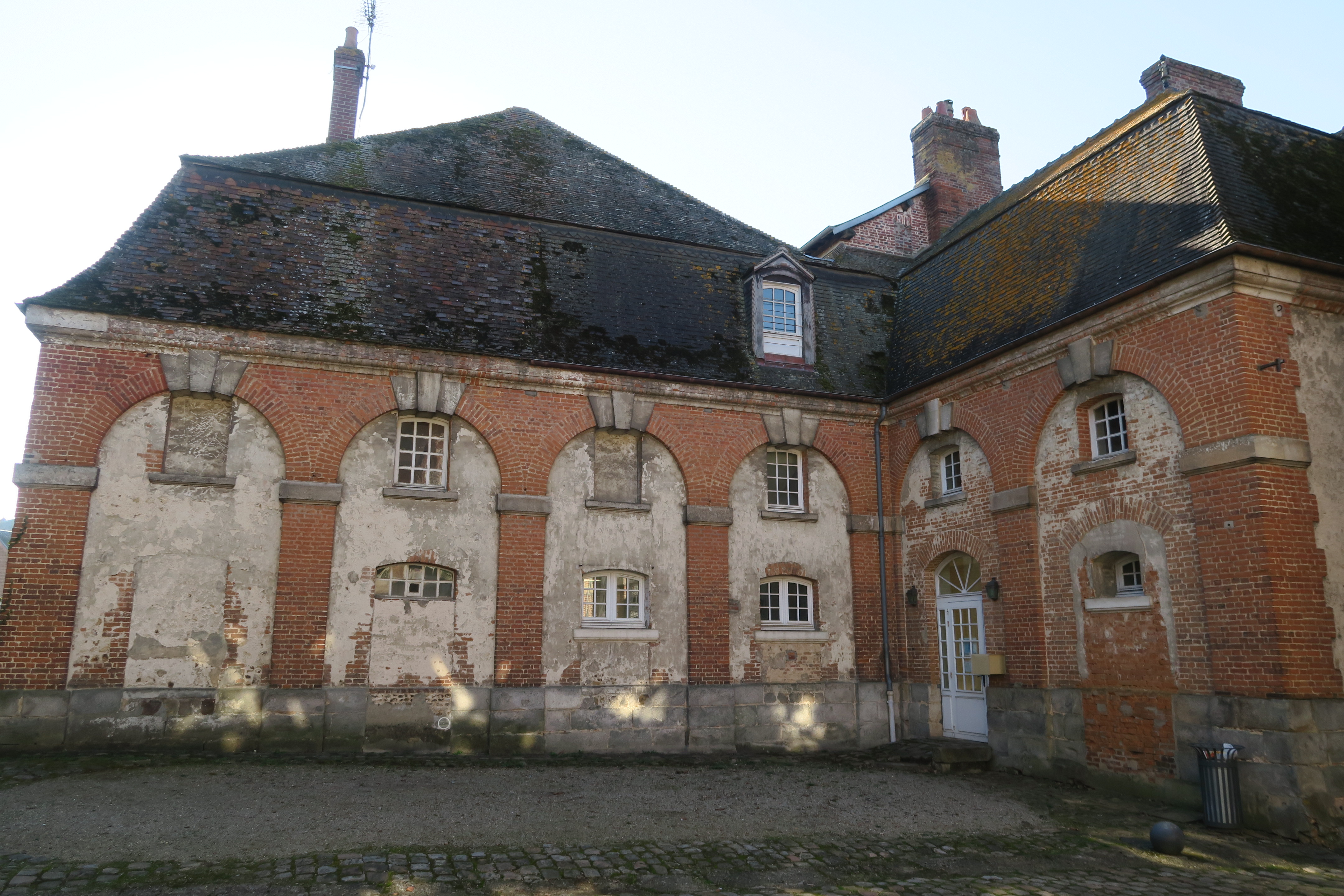
Autre dépendance

Dans la réunion publique du 18 mars 2014, la maire de Bernay annonce son intention de mettre en vente la gabelle, décision soumise à un vote des Bernayens. (site de la mairie) (Article du journal l'Éveil de Bernay). 

## Parties inscrites[12]sur l’Inventaire des Monuments historiques
3 février 1928 : 
- Porte monumentale, vantaux compris.

21 septembre 1964 :
- Façade et couverture de l’hôtel.
- Façade et couverture des communs.
- Sol de la cour d’honneur.
- Sol des jardins.